# Koffieproductie in Bolivia

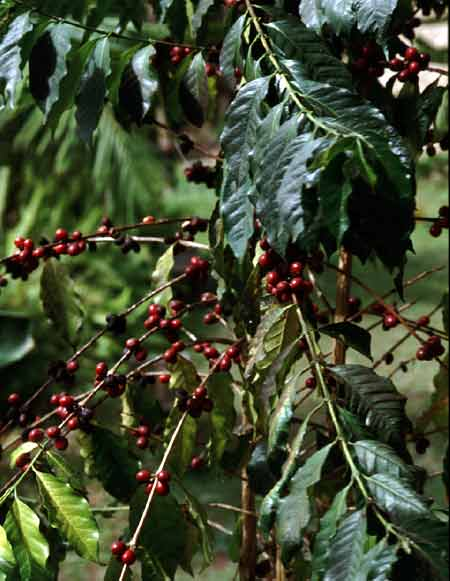
Koffieplant in Yungas, Bolivia.

Koffieproductie in Bolivia verwijst naar de productie van koffie in Bolivia. Het wordt geteeld in gebieden op 800 tot 2300 meter boven zeeniveau.

## Historie

### 19e eeuw
Bolivia exporteerde niet zoveel koffie als haar buurlanden. De beste koffie werd geproduceerd in Yungas, een bebost gebied in centraal Bolivia. 
De departementen La Paz, Cochabamba, Santa Cruz en El Beni waren de belangrijkste productiegebieden. Yungas, Caupalicam, Espiritu Santo en Valle Grande zijn de meest opvallende gebieden waar koffie geproduceerd werd, vanwege hun hoge ligging.
Er was een tijd waarin er een enorme vraag was naar de koffie uit Yungas, vooral vanuit Europa. De Aziatische koffieplant is daar zo goed geacclimatiseerd dat het spontaan groeit, bijna elk zaadje die op de grond valt wordt een boom. In 1885 bedroeg de totale koffieproductie 1090 ton per jaar. Tegen 1900 werd er in La Paz een machine geïnstalleerd om de koffie te branden en te malen, waarna het verkocht werd in zelfgemaakte blikken. Hierdoor kon er nog meer geld mee verdiend worden.

### Vroege 20e eeuw
De productie in 1908 bedroeg 680 ton. Ongeveer 68 ton daarvan werd jaarlijks geëxporteerd. Hiervan ging de meeste koffie naar Chili.